# Бондаренко, Ольга Николаевна
О́льга Никола́евна Бондаре́нко (девичья фамилия — Уфи́мцева) (26 ноября 1921, Екатеринбург, Екатеринбургская губерния, РСФСР — 16 марта 2002) — советская писательница, редактор и сценаристка.

## Биография
Родилась 26 ноября 1921 года в Свердловске. В четырнадцать лет она осталась сиротой, жила в Москве с сестрой и тётей. В 1940 году Ольга окончила школу и поступила на сценарный факультет ВГИКа, которая окончила в 1947 году (с учётом перерыва на время ВОВ). В 1947 году переехала в Ашхабад и вошла в состав Ашхабадской киностудии, где работала редактором сценарного отдела вплоть до 1958 года.
С 1958 года по середину 1980-х годов работала редактором Алма-Атинской студии кинохроники. Кроме кинематографа, Ольга Бондаренко интересовалась литературой. Стихи писала всегда. В 1971 году был издан её сборник «Тень высоты», в который вошла «Полусказка о Красной Шапочке».
Скончалась 16 марта 2002 года.

### Личная жизнь
Ольга Уфимцева вышла замуж за оператора, режиссёра-документалиста и сценариста Николая Бондаренко и стала его соавтором сценарий.

## Фильмография

### Сценаристка
- 1957 — Случай в пустыне
- 1962 — Перекрёсток
- 1974 — Подснежники
- 1986 — Бойся, враг, девятого сына